# داني وينتينس
داني وينتينس (30 سبتمبر 1983 بماستريخت في هولندا - ) هو لاعب كرة قدم هولندي في مركز حراسة المرمى. لعب مع بي إي سي زفوله وتفينتي أنشخيدة وفي في في فينلو ونادي آيندهوفن ونادي هيرنفين وJong PSV ‏ وفورتونا سيتارد وMVV Maastricht ‏.

## وصلات خارجية
- داني وينتينس على موقع قاعدة بيانات كرة القدم.إي يو (الإنجليزية)
- داني وينتينس على موقع عالم كرة القدم.نت (الإنجليزية)
- داني وينتينس على موقع AS.com (الإسبانية)